# Розвідка газових родовищ
Розвідка газових родовищ (рос. разведка газовых месторождений; англ. gas field exploration; нім. Erdgasfelderkundung f, Prospektion f von Erdgaslagerstätten) – комплекс геологорозвідувальних робіт, що дає змогу оцінити промислове значення газового родовища, виявленого на пошуковому етапі, та підготувати його до розробки і включає буріння розвідувальних свердловин та проведення досліджень, які необхідні для підрахунку запасів виявленого родовища та проектування його розробки. 
На початку ХХІ ст. на практиці широко застосовують нові методи розвідки газових і газоконденсатних родовищ, сутність яких полягає в тому, що за допомогою перших розвідувальних свердловин встановлюються лише основні параметри покладів, необхідні для складання проекту дослідно-промислової їх експлуатації. Якщо встановлено, що поклад відноситься до газового, то інші параметри з’ясовуються і уточнюються в процесі дослідно-промислової експлуатації родовища з подачею газу споживачам. В результаті цього не тільки значно зменшується число розвідувальних свердловин, а й більш правильно намічаються шляхи дорозвідки покладу. На розробку покладу істотно впливає стан газоводяного контакту, який визначається за даними каротажу або випробування свердловин.